# Cella (kommunhuvudort)
Cella är en kommunhuvudort i Spanien.   Den ligger i provinsen Provincia de Teruel och regionen Aragonien, i den centrala delen av landet, 200 km öster om huvudstaden Madrid. Cella ligger 1 043 meter över havet och antalet invånare är 2 820.
Terrängen runt Cella är platt söderut, men norrut är den kuperad.Runt Cella är det ganska glesbefolkat, med 48 invånare per kvadratkilometer. Närmaste större samhälle är Teruel, 19,4 km sydost om Cella. Trakten runt Cella består till största delen av jordbruksmark.